# 川崎市立長尾小学校
川崎市立長尾小学校(かわさきしりつながおしょうがっこう)は、川崎市多摩区長尾にある市立小学校。

## 校内
校舎は南西方向から北東方向へ伸びている。校舎の南側はプールがあり、北側に校庭がある。校庭は第1から第4まであるのが特徴。メイングラウンドである第1のほか、第2は野球部の練習、第3と第4は畑として使われている。第3と第4は道路を軸とする対称の位置にある。メイングラウンドには本校の象徴であるジャンボ滑り台がある上に丸太渡し、滑り台、ジャングルジム、登り棒、鉄棒などがある。鉄棒周辺に児童施設わくわくプラザが併設されておりこの施設は時間制で児童を預かる施設で主に低学年が使用する。わくわくプラザの隣には業務用および授業用の倉庫があり体育で使用される石灰ラインやハードル棒などはここで管理されている。校庭から南側、校舎の方を見ると大階段と呼ばれる階段がある。運動会の際はこの階段の上部中央に得点表が掲示される。また校舎に向かって大階段の左側にはスロープがあり、階段を上らなくとも昇降口へと行くことができる。(一時はこのスロープのみを使用可としていたため、現在でもスロープを利用する児童が大半である。)またスロープの脇には紫陽花が咲いている。昇降口の前の広場は職員室の真下にあたる。ここには以前、石の標本が並んでいたが現在は撤去されている。昇降口に向かって左側には各学年分けされた花壇と鯉のいる池、ウサギ小屋などがある。さらに進むと裏側のプールへつながる。また、職員用昇降口階段もこの近くにある。

## 児童数
平成30年4月時点での児童数は272人である。基本的に1年〜6年まで2クラスの授業展開だが、一部の学年では1クラスで授業をしている学年もある。

## 少人数制授業
算数では少人数制を採用しており、半数は教室で残りの半数は3階の多目的室を使用している。ただ、この制度は全学年ではなく一部の学年のみ適用されている。

## 学校行事
主な学校行事のみ掲載する。細かい行事は以下の出典を参考のこと。
- 4月
  - 始業式・入学式
  - 全国学力・学習状況調査
- 5月
  - 運動会
  - 5年学習状況調査
- 6月
  - 1・2年合同遠足
  - 交通安全教室
- 7月
  - 親と子の工作教室
- 8月
  - 夏季休業
- 9月
  - 5年八ヶ岳自然教室
- 10月
  - 前期終業式
  - 6年地区別運動会
  - PTA主催「きらっPまつり」
  - ふれあいたてわりまつり
  - 秋季休業
- 11月
  - 就学時健診
  - 開校記念日
- 12月
  - 6年修学旅行
  - 学習発表会(全校)
  - 冬季休業
- 1月
  - 書き初め展
- 2月
  - 入学説明会
  - 6年生を送る会
- 3月
  - 修了式
  - 卒業式
  - 離退任式
  - 春季休業

## 歴史
- 1982年（昭和57年）
  - 4月1日 : 川崎市立稲田小学校と川崎市立向丘小学校との学童分離政策で開校。
  - 5月22日 : 校章制定。
  - 9月4日 : 校旗制定。
  - 10月6日 : 校歌制定。
  - 11月22日 : 開校記念日制定。
  - 11月26日 : 開校記念式典、祝賀会。
- 1984年（昭和59年）5月1日 : 川崎市より体力つくり推進校として委嘱を受ける。
- 1985年（昭和60年）4月22日 : 文部科学省より体力つくり推進校に指定される。
- 1992年（平成4年）11月22日 : 10周年記念式典開催。
- 1996年（平成8年）11月 : 日本PTA全国協議会会長賞受賞。
- 2000年（平成12年）10月 : わくわくプラザ開設。
- 2001年（平成13年）11月10日 : 20周年記念式典開催。
- 2003年（平成15年）4月 : 少人数授業開始。
- 2004年（平成16年）4月1日 : 川崎市教育委員会より人権尊重教育研究推進校に決定。
- 2006年（平成18年）4月 : 2学期制導入。
- 2009年（平成21年） : 30周年記念準備委員会発足。
- 2010年（平成22年） : 30周年記念実行委員会発足。スローガンとシンボルマークを募集、掲示。
- 2011年（平成23年）
  - 3月18日 : 創立30周年記念実行委員会開催。
  - 5月28日 : 創立30周年記念運動会開催。同日、正門横池水循環濾過装置設置。
  - 6月 : 校舎東側全面芝生化と西側アスファルト化。同月、30周年記念航空写真撮影。
  - 11月19日 : 創立30周年記念式典挙行。
- 2012年（平成24年）
  - 3月 : ジャンボすべり台全面改装。
  - 8月22日 : 校長室とパソコン室にエアコン設置。
  - 11月 : 児童棟へのエレベーター設置工事完了。
  - 12月 : 体育館床張替え工事。
- 2013年（平成25年）
  - 2月25日 : 図書室開放に伴い、シャッターを設置。
  - 2月28日 : 音楽室にグランドピアノ搬入。
  - 3月28日 : みどり級を4階から1階に移設。
  - 8月23日 : 教材室・資料室の改修と増設。
  - 9月26日 : 放送室調整卓交換工事完了。
  - 11月 : 児童棟エレベーター設置工事完成。
- 2016年（平成28年）5月20日 : 大階段補修工事完了。
- 2018年（平成30年）3月5日 : プール濾過過装置改修。
- 2019年（令和元年）7月22日 : 東側トイレ改修工事。
- 2020年（令和2年）
  - 3月4日 : コロナウイルス感染拡大防止のため臨時休校となる。
  - 3月19日 : コロナウイルス感染拡大防止による臨時休校の中、令和元年度第37回卒業式挙行。
  - 4月6日 : コロナウイルス感染拡大防止による臨時休校の中、始業式と入学式挙行。
  - 6月1日 : 学校再開。ただし、分散登校となる。
  - 6月22日 : 通常登校開始。
  - 8月1日 : 夏季休業開始（16日まで）。コロナウイルス感染拡大防止による臨時休校の影響で、通常より短い期間となった。
  - 12月26日 : 冬季休業開始（翌年1月4日まで）。コロナウイルス感染拡大防止による臨時休校の影響で、通常より短い期間となった。
- 2021年（令和3年）11月20日 : 創立40周年記念式典挙行[3]。

### 前史
- 1873年（明治6年） : 化育学舎・鈴木学舎が長尾村に開校する[4]。
- 1874年（明治7年） : 化育学校・成始学校に名称変更。
- 1877年（明治10年） : 化育・成始学校を統合して長尾の下原に長尾村立経綸学校が開校。初代校長 相良利夫[5]。
- 1889年（明治22年） : 上作延村・長尾村・平村・菅生村が統合されて向丘村 となったことで、経綸学校も向丘村立尋常経綸小学校となる[6]。
- 1908年（明治41年） : 菅生・経綸・向丘小学校が統合されて向丘村立尋常高等向丘小学校（現:川崎市立向丘小学校 ）となり、長尾の経綸小学校はその仮教場となる。
- 1917年（大正6年） : 長尾の仮教場廃止。

## アクセス
- 川崎市コミュニティバスあじさい号 『長尾小学校前』停留所下車後、東門まで徒歩約40m弱・約1分。
  - 停留所から東門は直線距離では目の前だが、校地と川崎市道の間にフェンスが設置されているため、少し遠回りを強いる。
  - また、「あじさい号」は、片方向の運行のため、久地駅へは「あじさい寺」停留所まで移動し、駅方面行に乗車するか、徒歩移動となる。
- JR東日本南武線
  - 久地駅より、
    - 北門まで、徒歩約1.55km・約24分。
    - 上述の川崎市コミュニティバスあじさい号に乗車し、『長尾小学校前』停留所下車後、東門まで徒歩。

  - 宿河原駅から、北門まで徒歩約1.6km・約24分。
- 川崎市営バス「溝06」・東急バス「向02」の各系統で、『長尾』停留所下車後、北門まで、
  - 登戸駅・向ヶ丘遊園駅行のりばから、徒歩約635m・約10分。
  - 溝の口駅・井田営業所行（市営）・二子玉川駅・高津営業所行（東急）のりばから、徒歩約600m・約9分。